# Wereldbeker bobsleeën 2024/2025
De wereldbeker bobsleeën in het seizoen 2024/2025 ving aan op 7 december 2024 en liep tot en met 16 februari 2025. De competitie werd georganiseerd door de IBSF, grotendeels gelijktijdig met de wereldbeker skeleton. In het skeleton waren de drie openingswedstrijden in november in Zuid-Korea en China. In het bobsleeën was er een tweede wedstrijd in St.Moritz en Lillehammer en één in Innsbrück-Igls.
De competitie omvatte dit seizoen acht wedstrijden in de vier onderdelen van het bobsleeën. Bij de mannen de twee- en viermansbob en bij de vrouwen de mono- en tweemansbob. Onder de piloten bevonden zich de Belgische Kelly Van Petegem, de Nederlandse Loren Djolo (beide mono- en 2-bob) en de Nederlander Dave Wesselink (2- en 4-bob).
In de tweemansbob bij de mannen werd de top-3 in het eindklassement gevormd door de Duitse piloten Francesco Friedrich en Johannes Lochner op de plaatsen één en twee en de Brit Brad Hall op plaats drie. Friedrich stond hiermee voor de negende keer, opeenvolgend, op het eindpodium. Zeven keer was dit op de eerste plaats, alleen in 2017/18 en 2022/23 werd hij tweede. De zevende eindzege maakte hem tevens de succesvolste piloot in de tweemansbob in de wereldbeker (7-2-1), met ook nog een derde plaats in 2013/14. Lochner nam voor de vierde keer plaats, in 2022/23 werd hij eerste en in 2020/21 en het vorige seizoen werd hij ook tweede. Na 2021/22 werd Hall voor de tweede keer derde.
Het eindpodium in de viermansbob bij de mannen was exact gelijk aan die in de tweemansbob. Voor Friedrich was het hier de zevende opeenvolgende eindoverwinning en zijn negende podiumplaats, in 2015/16 en 2017/18 eindigde hij als tweede. Tevens verstevigde hij zijn resultaat (7-2-0) als de succesvolste piloot in de viermansbob. Lochner nam voor de zesde keer plaats op het eindpodium na 2017/18 (1e), 2018/19 (3e), 2019/20 (2e), 2022/23 (3e) en 2023/24 (3e). Na zijn tweede plaats in 2022/23 stond Hall voor de tweede keer op het podium.
Bij de vrouwen in de monobob werd het erepodium in exact dezelfde volgorde gevormd als in het seizoen 2023/24. De Duitse pilotes Lisa Buckwitz en Laura Nolte op de plaatsen één en drie en de Australische Bree Walker op plaats twee. Voor Buckwitz en Walker was het hier ook hun tweede podiumplaats, voor Notle haar derde, in 2022/23 werd ze tweede in het eindklassement.
Ook bij de vrouwen in de tweemansbob werd het erepodium in exact dezelfde volgorde gevormd als in het seizoen 2023/24. Hier waren het het Duitse trio Laura Nolte, Kim Kalicki en Lisa Buckwitz op respectievelijk de plaatsen één, twee en drie. Voor Nolte was het haar derde opeenvolgende eindoverwinning en haar vierde podiumplaats, in 2021/22 werd ze tweede. Voor Kalicki was het haar vijfde opeenvolgde podiumplaats, vier keer werd ze tweede en alleen in 2021/22 werd ze derde. Na de vorige editie was het voor Buckwitz haar twee podiumplaats in de eindrangschikking.

## Wereldbeker punten
De eerste 30 in het dagklassement krijgen punten voor het wereldbekerklassement toegekend. De top 20 na de eerste run gaan verder naar de tweede run, de overige deelnemers krijgen hun punten toegekend op basis van hun klassering na de eerste run. De onderstaande tabel geeft de punten per plaats weer.
| Klassering = punten                          | Klassering = punten                               | Klassering = punten                               | Klassering = punten                          | Klassering = punten                          | Klassering = punten                          |
| -------------------------------------------- | ------------------------------------------------- | ------------------------------------------------- | -------------------------------------------- | -------------------------------------------- | -------------------------------------------- |
| 1e = 225 2e = 210 3e = 200 4e = 192 5e = 184 | 06e = 176 07e = 168 08e = 160 09e = 152 10e = 144 | 11e = 136 12e = 128 13e = 120 14e = 112 15e = 104 | 16e = 96 17e = 88 18e = 80 19e = 74 20e = 68 | 21e = 62 22e = 56 23e = 50 24e = 45 25e = 40 | 26e = 36 27e = 32 28e = 28 29e = 24 30e = 20 |

## Tweemansbob (m)

### Uitslagen
| Datum      | Plaats        | Eerste                                           | Tweede                                           | Derde                                            |
| ---------- | ------------- | ------------------------------------------------ | ------------------------------------------------ | ------------------------------------------------ |
| 07/12/2024 | Altenberg     | Duitsland Francesco Friedrich Simon Wulff        | Duitsland Johannes Lochner Georg Fleischhauer    | Duitsland Adam Ammour Issam Ammour               |
| 14/12/2024 | Sigulda       | Duitsland Francesco Friedrich Simon Wulff        | Duitsland Johannes Lochner Georg Fleischhauer    | Oostenrijk Markus Treichl Sacha Stepan           |
| 15/12/2024 | Sigulda       | Duitsland Johannes Lochner Jörn Wenzel           | Verenigd Koninkrijk Brad Hall Taylor Lawrence    | Duitsland Francesco Friedrich Alexander Schüller |
| 04/01/2025 | Winterberg    | Duitsland Francesco Friedrich Alexander Schüller | Duitsland Adam Ammour Benedikt Hertel            | Duitsland Johannes Lochner Joshua Tasche         |
| 11/01/2025 | Sankt Moritz  | Duitsland Francesco Friedrich Alexander Schüller | Duitsland Johannes Lochner Georg Fleischhauer    | Duitsland Adam Ammour Benedikt Hertel            |
| 18/01/2025 | Igls          | Duitsland Johannes Lochner Georg Fleischhauer    | Duitsland Francesco Friedrich Alexander Schüller | Duitsland Adam Ammour Nick Stadelmann            |
| 08/02/2025 | Lillehammer * | Duitsland Francesco Friedrich Alexander Schüller | Duitsland Johannes Lochner Georg Fleischhauer    | Verenigd Koninkrijk Brad Hall Taylor Lawrence    |
| 15/02/2025 | Lillehammer   | Duitsland Johannes Lochner Georg Fleischhauer    | Duitsland Francesco Friedrich Felix Straub       | Duitsland Adam Ammour Nick Stadelmann            |

* De WB#7 op 8 februari in Lillehammer vormde tevens het Europees kampioenschap. Van de 17 Europese bobs in het 25 tellende deelnemersveld vormden de Duitsers Francesco Friedrich/Alexander Schüller, Johannes Lochner/Georg Fleischhauer en de Britten Brad Hall/Taylor Lawrence het erepodium (1-2-3).
Het tweede Pan-Amerikaanse kampioenschap vond dit seizoen buiten het wereldbekercircuit om -dit in tegenstelling tot het vorige seizoen- plaats op 22 november 2024 in Whistler (Canada) als onderdeel van de North American Cup. Van de tien combinaties uit Brazilië (2), Canada (4), Jamaica (1) en de Verenigde Staten (3) in het 15 tellende deelnemersveld vormden Taylor Austin/Shane Ohrt (Canada), Geoffrey Gadbois/Collin Storms (VS) en Pat Norton/Keaton Bruggeling (Canada) het erepodium (1-2-3).
Nederlandse deelname
| Deelnemer        | #1 | #2 | #3 | #4  | #5  | #6  | #7 | #8 |
| ---------------- | -- | -- | -- | --- | --- | --- | -- | -- |
| Dave Wesselink * | 0- | 0- | 0- | 22e | 25e | 08e | 0- | 0- |

* #4 met Janko Franjic, #5 met Joris Pals, #6 met Jelen Franjic

### Eindstand
| #  | Atleet                  | Land | Punten |
| -- | ----------------------- | ---- | ------ |
| 01 | Francesco Friedrich     | GER  | 1745   |
| 02 | Johannes Lochner        | GER  | 1730   |
| 03 | Brad Hall               | GBR  | 1530   |
| 04 | Adam Ammour (junior)    | GER  | 1290   |
| 05 | Patrick Baumgartner     | ITA  | 1280   |
| 06 | Timo Rohner             | SUI  | 1208   |
| 07 | Cédric Follador         | SUI  | 1152   |
| 08 | Kim Jin-su              | KOR  | 1128   |
| 09 | Jekabs Kalenda (junior) | LAT  | 1128   |
| 10 | Frank Del Duca          | USA  | 1104   |
| 11 | Li Chunjian             | CHN  | 0992   |
| 12 | Boris Vain              | MON  | 0964   |

| #  | Atleet                         | Land | Punten |
| -- | ------------------------------ | ---- | ------ |
| 13 | Markus Treichl                 | AUT  | 872    |
| 13 | Michael Vogt                   | SUI  | 872    |
| 15 | Mihai Cristian Tentea (junior) | ROU  | 768    |
| 16 | Sun Kaizhi                     | CHN  | 744    |
| 17 | Adam Baird                     | GBR  | 688    |
| 18 | Mattia Variola                 | ITA  | 554    |
| 19 | Andrei Turea (junior)          | ROU  | 417    |
| 20 | Jakob Mandlbauer (junior)      | AUT  | 390    |
| 21 | Taylor Austin                  | CAN  | 375    |
| 22 | Pat Norton                     | CAN  | 362    |
| 23 | Matej Behounek (junior)        | CZE  | 353    |
| 24 | Martin Kranz (junior)          | LIE  | 328    |

| #  | Atleet                  | Land | Punten |
| -- | ----------------------- | ---- | ------ |
| 25 | Dave Wesselink (junior) | NED  | 256    |
| 26 | Aromain Heinrich        | FRA  | 232    |
| 27 | Axel Brown              | TRI  | 226    |
| 28 | Andrei Nica (junior)    | ROU  | 216    |
| 29 | Alex Verginer           | ITA  | 186    |
| 30 | Adam Edelman            | ISR  | 102    |
| 31 | Drazen Silic            | CRO  | 096    |
| 32 | Jachym Prochazka        | CZE  | 080    |
| 33 | Cyrus Gray              | CAN  | 068    |
| 34 | Jakub Zakrzewski        | POL  | 068    |
| 35 | Jay Dearborn            | CAN  | 045    |

## Viermansbob (m)

### Uitslagen
| Datum      | Plaats        | Eerste                                                                        | Tweede                                                                        | Derde |
| ---------- | ------------- | ----------------------------------------------------------------------------- | ----------------------------------------------------------------------------- | --- |
| 08/12/2024 | Altenberg     | Duitsland Francesco Friedrich Matthias Sommer Alexander Schüller Felix Straub | Oostenrijk Markus Treichl Markus Sammer Sacha Stepan Fkristian Huber          | Duitsland Johannes Lochner Georg Fleischhauer Erec Bruckert Joshua Tasche                                                                           |
| 05/01/2025 | Winterberg    | Verenigd Koninkrijk Brad Hall Taylor Lawrence Arran Gulliver Greg Cackett     | Duitsland Francesco Friedrich Simon Wulff Matthias Sommer Felix Straub        | Duitsland Adam Ammour Theo Hempel Benedikt Hertel Rupert Schenk                                                                                     |
| 12/01/2025 | Sankt Moritz  | Duitsland Francesco Friedrich Matthias Sommer Alexander Schüller Felix Straub | Duitsland Johannes Lochner Georg Fleischhauer Erec Bruckert Florian Bauer     | Verenigd Koninkrijk Brad Hall Taylor Lawrence Leon Greenwood Greg Cackett                                                                           |
| 19/01/2025 | Igls          | Duitsland Francesco Friedrich Matthias Sommer Alexander Schüller Felix Straub | Verenigd Koninkrijk Brad Hall Taylor Lawrence Leon Greenwood Arran Gulliver   | Duitsland Johannes Lochner Florian Bauer Erec Bruckert Georg Fleischhauer                                                                           |
| 25/01/2025 | Sankt Moritz  | Verenigd Koninkrijk Brad Hall Taylor Lawrence Arran Gulliver Leon Greenwood   | Duitsland Francesco Friedrich Matthias Sommer Alexander Schüller Felix Straub | Duitsland Johannes Lochner Georg Fleischhauer Joshua Tasche Florian Bauer                                                                           |
| 26/01/2025 | Sankt Moritz  | afgelast                                                                      | afgelast                                                                      | afgelast |
| 09/02/2025 | Lillehammer * | Duitsland Johannes Lochner Florian Bauer Jörn Wenzel Georg Fleischhauer       | Duitsland Francesco Friedrich Matthias Sommer Alexander Schüller Felix Straub | Verenigd Koninkrijk Brad Hall Taylor Lawrence Arran Gulliver Leon Greenwood Zwitserland Michael Vogt Gregory Jones Andreas Haas Amadou David Ndiaye |
| 16/02/2025 | Lillehammer   | Duitsland Johannes Lochner Florian Bauer Erec Bruckert Georg Fleischhauer     | Duitsland Francesco Friedrich Matthias Sommer Alexander Schüller Felix Straub | Verenigd Koninkrijk Brad Hall Arran Gulliver Taylor Lawrence Leon Greenwood                                                                         |

* De WB#7 op zondag 9 februari in Lillehammer vormde tevens het Europees kampioenschap. Van de veertien Europese bobs in het 21 tellende deelnemersveld vormden de vier bobs op het erepodium van de wereldbeker ook het erepodium van dit kampioenschap.
Het tweede Pan-Amerikaanse kampioenschap vond dit seizoen buiten het wereldbekercircuit om -dit in tegenstelling tot het vorige seizoen- plaats op 25 november 2024 in Whistler (Canada) als onderdeel van de North American Cup. Van de zes combinaties uit Brazilië (1), Canada (4) en de Verenigde Staten (1) in het negen tellende deelnemersveld vormden Taylor Austin/Shane Ohrt/Mark Zanette/Yohan Eskrick-Parkinson (Canada), Cyrus Gray/Shaq Murray-Lawrence/Chris Holmstead/Davidson de Souza (Canada) en Edson Luques Bindilatti/Edson Ricardo Martins/Erick Gilson Vianna Jeronimo/Rafael Souza Da Silva (Brazilië) het erepodium (1-2-3).
Nederlandse deelname
| Deelnemer        | #1 | #2  | #3 | #4  | #5  | #6 | #7 | #8 |
| ---------------- | -- | --- | -- | --- | --- | -- | -- | -- |
| Dave Wesselink * | 0- | 17e | 0- | 22e | 23e | 0x | 0- | 0- |

* #2 met Joris Pals, Jelen Franjic en Janko Franjic
* #4 en #5 met Stephan Huis in 't Veld, Joris Pals, Jelen Franjic

### Eindstand
| #  | Atleet                  | Land | Punten |
| -- | ----------------------- | ---- | ------ |
| 01 | Francesco Friedrich     | GER  | 1515   |
| 02 | Johannes Lochner        | GER  | 1446   |
| 03 | Brad Hall               | GBR  | 1444   |
| 04 | Adam Ammour (junior)    | GER  | 1312   |
| 05 | Patrick Baumgartner     | ITA  | 1184   |
| 06 | Cédric Follador         | SUI  | 1112   |
| 07 | Michael Vogt (junior)   | SUI  | 1088   |
| 08 | Timo Rohner             | SUI  | 1088   |
| 09 | Jekabs Kalenda (junior) | LAT  | 1032   |
| 10 | Kim Jin-su              | KOR  | 0846   |

| #  | Atleet                         | Land | Punten |
| -- | ------------------------------ | ---- | ------ |
| 11 | Frank Del Duca                 | USA  | 768    |
| 12 | Pat Norton                     | CAN  | 716    |
| 13 | Li Chunjian                    | CHN  | 682    |
| 14 | Mihai Cristian Tentea (junior) | ROU  | 656    |
| 15 | Sun Kaizhi                     | CHN  | 646    |
| 16 | Taylor Austin                  | CAN  | 552    |
| 17 | Markus Treichl                 | AUT  | 546    |
| 18 | Jakob Mandlbauer (junior)      | AUT  | 528    |
| 19 | Adam Baird                     | GBR  | 492    |
| 20 | Boris Vain                     | MON  | 426    |

| #  | Atleet                  | Land | Punten |
| -- | ----------------------- | ---- | ------ |
| 21 | Matej Behounek (junior) | CZE  | 410    |
| 22 | Martin Kranz (junior)   | LIE  | 382    |
| 23 | Romain Heinrich         | FRA  | 336    |
| 24 | Mattia Variola          | ITA  | 334    |
| 25 | Axel Brown              | TRI  | 288    |
| 26 | Dave Wesselink (junior) | NED  | 194    |
| 27 | Andrei Turea (junior)   | ROU  | 080    |
| 28 | Alex Verginer           | ITA  | 050    |

## Monobob (v)

### Uitslagen
| Datum      | Plaats        | Eerste                            | Tweede                            | Derde                             |
| ---------- | ------------- | --------------------------------- | --------------------------------- | --------------------------------- |
| 07/12/2024 | Altenberg     | Laura Nolte                       | Lisa Buckwitz                     | Andreea Grecu                     |
| 14/12/2024 | Sigulda       | Lisa Buckwitz                     | Laura Nolte                       | Bree Walker                       |
| 04/01/2025 | Winterberg    | Lisa Buckwitz                     | Melanie Hasler                    | Bree Walker                       |
| 11/01/2025 | Sankt Moritz  | afgelast; ingehaald op 24/01/2025 | afgelast; ingehaald op 24/01/2025 | afgelast; ingehaald op 24/01/2025 |
| 18/01/2025 | Igls          | Lisa Buckwitz                     | Kaysha Love                       | Laura Nolte                       |
| 24/01/2025 | Sankt Moritz  | Elana Meyers Taylor               | Bree Walker                       | Kaysha Love                       |
| 25/01/2025 | Sankt Moritz  | Elana Meyers Taylor               | Kaysha Love                       | Laura Nolte                       |
| 08/02/2025 | Lillehammer * | Bree Walker Kaysha Love           |                                   | Laura Nolte                       |
| 15/02/2025 | Lillehammer   | Bree Walker                       | Cynthia Appiah                    | Lisa Buckwitz                     |

* De WB#7 op 8 februari in Lillehammer vormde tevens het Europees kampioenschap. Van de 12 Europeanen in het 23 tellende deelnemersveld vormden de Duitse Laura Nolte, de Zwitserse Melanie Hasler en de Duitse Lisa Buckwitz het erepodium (1-2-3). De Belgische Van Petegem werd 8e in dit kampioenschap.
Het tweede Pan-Amerikaanse kampioenschap vond dit seizoen buiten het wereldbekercircuit om -dit in tegenstelling tot het vorige seizoen- plaats op 22 november 2024 in Whistler (Canada) als onderdeel van de North American Cup. Van de zeven combinaties uit Canada (4), Jamaica (1) en de Verenigde Staten (2) in het 10 tellende deelnemersveld vormden Bianca Ribi, Erica Voss en Mackenzie Stewart (alle drie uit Canada) het erepodium (1-2-3)
Belgische en Nederlandse deelname
| Deelnemer         | #1  | #2  | #3  | #4  | #5  | #6  | #7  | #8  |
| ----------------- | --- | --- | --- | --- | --- | --- | --- | --- |
| Kelly Van Petegem | 16e | 13e | 16e | 19e | 14e | 17e | 15e | 10e |
| Loren Djolo       | 0-  | 0-  | 23e | 21e | 0-  | 0-  | 0-  | 0-  |

### Eindstand
| #  | Atleet               | Land | Punten |
| -- | -------------------- | ---- | ------ |
| 01 | Lisa Buckwitz        | GER  | 1637   |
| 02 | Bree Walker          | AUS  | 1596   |
| 03 | Laura Nolte (junior) | GER  | 1555   |
| 04 | Kim Kalicki          | GER  | 1336   |
| 05 | Kaysha Love          | USA  | 1317   |
| 06 | Melanie Hasler       | SUI  | 1218   |
| 07 | Cynthia Appiah       | CAN  | 1202   |
| 08 | Elana Meyers Taylor  | USA  | 1190   |
| 09 | Andreea Grecu        | ROU  | 1168   |
| 10 | Katrin Beierl        | AUT  | 1120   |

| #  | Atleet                       | Land | Punten |
| -- | ---------------------------- | ---- | ------ |
| 11 | Kaillie Armbruster Humphries | USA  | 1040   |
| 12 | Debora Annen (junior)        | SUI  | 1032   |
| 13 | Melissa Lotholz              | CAN  | 1008   |
| 14 | Margot Boch (junior)         | FRA  | 0936   |
| 15 | Kelly Van Petegem (junior)   | BEL  | 0834   |
| 16 | Sylvia Hoffman               | USA  | 0776   |
| 17 | Adele Nicoll                 | GBR  | 0654   |
| 18 | Ying Qing                    | CHN  | 0584   |
| 19 | Linda Weiszewski (junior)    | POL  | 0568   |
| 20 | Viktoria Cernanska (junior)  | SVK  | 0527   |

| #  | Atleet                       | Land | Punten |
| -- | ---------------------------- | ---- | ------ |
| 21 | Sarah Blizzard               | AUS  | 523    |
| 22 | Bianca Ribi                  | CAN  | 334    |
| 23 | Georgeta Popescu (junior)    | ROU  | 324    |
| 24 | Simidele Adeagbo             | NGR  | 246    |
| 25 | Lea Haslwanter (junior)      | AUT  | 242    |
| 26 | Erica Voss                   | CAN  | 188    |
| 27 | Patricia Tajcnarova (junior) | CZE  | 124    |
| 28 | Loren Djolo (junior)         | NED  | 112    |
| 29 | Maja Voigt (junior)          | DEN  | 088    |

## Tweemansbob (v)

### Uitslagen
| Datum      | Plaats        | Eerste                                   | Tweede                                | Derde                                      |
| ---------- | ------------- | ---------------------------------------- | ------------------------------------- | ------------------------------------------ |
| 08/12/2024 | Altenberg     | Duitsland Laura Nolte Deborah Levi       | Duitsland Lisa Buckwitz Neele Schuten | Duitsland Kim Kalicki Lauryn Siebert       |
| 15/12/2024 | Sigulda       | Duitsland Laura Nolte Leonie Kluwig      | Duitsland Kim Kalicki Neele Schuten   | Verenigde Staten Kaysha Love Jasmine Jones |
| 05/01/2025 | Winterberg    | Duitsland Lisa Buckwitz Kira Lipperheide | Duitsland Laura Nolte Deborah Levi    | Duitsland Kim Kalicki Leonie Fiebig        |
| 12/01/2025 | Sankt Moritz  | Duitsland Kim Kalicki Leonie Fiebig      | Duitsland Laura Nolte Deborah Levi    | Duitsland Lisa Buckwitz Neele Schuten      |
| 19/01/2025 | Igls          | Duitsland Laura Nolte Deborah Levi       | Duitsland Kim Kalicki Leonie Fiebig   | Duitsland Lisa Buckwitz Neele Schuten      |
| 26/01/2025 | Sankt Moritz  | afgelast                                 | afgelast                              | afgelast                                   |
| 09/02/2025 | Lillehammer * | Duitsland Laura Nolte Leonie Kluwig      | Duitsland Kim Kalicki Leonie Fiebig   | Duitsland Lisa Buckwitz Kira Lipperheide   |
| 16/02/2025 | Lillehammer   | Duitsland Laura Nolte Deborah Levi       | Duitsland Lisa Buckwitz Neele Schuten | Canada Melissa Lotholz Skylar Sieben       |

* De WB#7 op zondag 9 februari in Lillehammer vormde tevens het Europees kampioenschap. Van de twaalf Europese bobs in het 22 tellende deelnemersveld vormden de drie Duitse bobs van Nolte/Kluwig, Kalicki/Fiebig en Buckwitz/Lipperheide zowel de top-3 van de dag uitslag alsde top-3 van het EK. De Belgische bob van Kelly Van Petegem/Jïenity de Kler eindigden als 9e in dit kampioenschap.
Het tweede Pan-Amerikaanse kampioenschap vond dit seizoen buiten het wereldbekercircuit om -dit in tegenstelling tot het vorige seizoen- plaats op 25 november 2024 in Whistler (Canada) als onderdeel van de North American Cup. Van de zes combinaties uit Canada (4) en de Verenigde Staten (2) in het zeven  tellende deelnemersveld vormden de Canadese duo's Bianca Ribi/Niamh Haughey, Erica Voss/Eden Wilson en Kristen Bujnowski/Charlotte Ross het erepodium (1-2-3).  
Belgische en Nederlandse deelname
| Deelnemer           | #1  | #2  | #3  | #4  | #5  | #6 | #7  | #8  |
| ------------------- | --- | --- | --- | --- | --- | -- | --- | --- |
| Kelly Van Petegem * | 14e | 06e | 13e | 21e | 21e | 0x | 15e | 12e |
| Loren Djolo **      | 0-  | 0-  | 22e | 24e | 26e | 0x | 0-  | 0-  |

* #1 en #8 met Xanthe Van Driessche, #2, #3 en #7 met Jïenity de Kler, #4 met Jana Horemans, #5 met Dora De Haseleer
** #3, #4 en #5 met Hannah Cranen

### Eindstand
| #  | Atleet                       | Land | Punten |
| -- | ---------------------------- | ---- | ------ |
| 01 | Laura Nolte (junior)         | GER  | 1545   |
| 02 | Kim Kalicki                  | GER  | 1447   |
| 03 | Lisa Buckwitz                | GER  | 1437   |
| 04 | Melanie Hasler               | SUI  | 1248   |
| 05 | Katrin Beierl                | AUT  | 1152   |
| 06 | Elana Meyers Taylor          | USA  | 0992   |
| 07 | Kaillie Armbruster Humphries | USA  | 0992   |
| 08 | Melissa Lotholz              | CAN  | 0924   |
| 09 | Kaysha Love                  | USA  | 0920   |
| 10 | Andreea Grecu                | ROU  | 0898   |

| #  | Atleet                      | Land | Punten |
| -- | --------------------------- | ---- | ------ |
| 11 | Margot Boch (junior)        | FRA  | 880    |
| 12 | Cynthia Appiah              | CAN  | 778    |
| 13 | Kelly Van Petegem (junior)  | BEL  | 764    |
| 14 | Adele Nicoll                | GBR  | 686    |
| 15 | Viktoria Cernanska (junior) | SVK  | 652    |
| 16 | Linda Weiszewski (junior)   | POL  | 626    |
| 17 | Sylvia Hoffman              | USA  | 616    |
| 18 | Debora Annen (junior)       | SUI  | 608    |
| 19 | Bree Walker                 | AUS  | 542    |
| 20 | Sarah Blizzard              | AUS  | 468    |

| #  | Atleet                    | Land | Punten |
| -- | ------------------------- | ---- | ------ |
| 21 | Georgeta Popescu (junior) | ROU  | 364    |
| 22 | Bianca Ribi               | CAN  | 344    |
| 23 | Ying Qing                 | CHN  | 316    |
| 24 | Erica Voss                | CAN  | 160    |
| 25 | Loren Djolo (junior)      | NED  | 137    |
| 26 | Lea Haslwanter (junior)   | AUT  | 074    |
| 27 | Giada Andreutti           | ITA  | 045    |
| 28 | Noemi Cavalleri (junior)  | ITA  | 032    |

1983/1984 · 
1984/1985 · 
1985/1986 · 
1986/1987 · 
1987/1988 · 
1988/1989 · 
1989/1990 · 
1990/1991 · 
1991/1992 · 
1992/1993 · 
1993/1994 · 
1994/1995 · 
1995/1996 · 
1996/1997 · 
1997/1998 · 
1998/1999 · 
1999/2000 · 
2000/2001 · 
2001/2002 · 
2002/2003 · 
2003/2004 · 
2004/2005 · 
2005/2006 · 
2006/2007 · 
2007/2008 · 
2008/2009 ·
2009/2010 ·
2010/2011 ·
2011/2012 ·
2012/2013 ·
2013/2014 ·
2014/2015 ·
2015/2016 ·
2016/2017 ·
2017/2018 ·
2018/2019 ·
2019/2020 ·
2020/2021 ·
2021/2022 ·
2022/2023 ·
2023/2024 ·
2024/2025
Alpineskiën ·
Biatlon ·
Bobsleeën ·
Freestyleskiën ·
Langlaufen ·
Noordse combinatie ·
Rodelen ·
Schaatsen (junioren) ·
Schansspringen ·
Shorttrack ·
Skeleton ·
Snowboarden